# Lot-et-Garonne
Lot-et-Garonne (Lot và Garonne) là một tỉnh của Pháp, thuộc vùng hành chính Nouvelle-Aquitaine, tỉnh lỵ Agen, bao gồm 4 quận với các quận lỵ còn lại là: Marmande, Nérac, Villeneuve-sur-Lot.